# Illertissen
Illertissen è una città tedesca situata nel circondario di Nuova Ulma, in Svevia. Si trova a circa 25 km a sud di Ulma e a 30 km a nord di Memmingen, in Mittelschwaben.

## Geografia

### Posizione geografica
Illertissen si trova ad un'altitudine di 513 metri s.l.m., a sud-ovest dello Stato federale della Baviera, in Svevia. Il nome della città proviene direttamente dal fiume Iller, che scorre al confine ovest della città. Essa si trova circa a metà tra Memmingen e Ulma.

### Comuni adiacenti
Illertissen è circondata, in senso orario, da Bellenberg, Weißenhorn, Buch, Unterroth, Altenstadt, Balzheim e Dietenheim. In un primo tempo, a ovest conteneva l'Area non incorporata "Auwald", prima che il confine dello Stato con il Baden-Württemberg e dopo l'area comunale di Dietenheim rispettivamente raggiunsero Balzheim. 

### Suddivisione della città
Il comune consta di 5 suddivisioni (vedi Gemarkungen) e possiede 13 frazioni ufficialmente riconosciute:
- Illertissen con Aumühle, Jungviehweide, Tannenhärtle e Unteres Ried;
- Au con Bruckhof e Dornweiler;
- Betlinshausen;
- Jedesheim con Binsengraben und Ölmühle;
- Tiefenbach.

### Clima
Con la sua temperatura media annuale e la quantità di precipitazioni, Illertissen si trova nella zona temperata. Le precipitazioni sono un po' più alte rispetto alla media tedesca, mentre la temperatura minima un po' più bassa. Nel periodo primaverile e autunnale la città può essere avvolta da fitta nebbia, grazie al vicino fiume Iller.
| Dati meteo          | Mesi | Mesi | Mesi | Mesi | Mesi | Mesi | Mesi | Mesi | Mesi | Mesi | Mesi | Mesi | Stagioni | Stagioni | Stagioni | Stagioni | Anno |
| Dati meteo          | Gen  | Feb  | Mar  | Apr  | Mag  | Giu  | Lug  | Ago  | Set  | Ott  | Nov  | Dic  | Inv      | Pri      | Est      | Aut      | Anno |
| ------------------- | ---- | ---- | ---- | ---- | ---- | ---- | ---- | ---- | ---- | ---- | ---- | ---- | -------- | -------- | -------- | -------- | ---- |
| T. max. media (°C)  | 1,4  | 3,4  | 8,2  | 12,7 | 17,4 | 20,8 | 22,8 | 22,2 | 18,9 | 12,9 | 6,5  | 2,3  | 2,4      | 12,8     | 21,9     | 12,8     | 12,5 |
| T. media (°C)       | −1,4 | 0,0  | 3,8  | 7,7  | 12,2 | 15,6 | 17,4 | 16,9 | 13,7 | 8,7  | 3,4  | −0,3 | −0,6     | 7,9      | 16,6     | 8,6      | 8,1  |
| T. min. media (°C)  | −4,1 | −3,3 | −0,5 | 2,8  | 7,0  | 10,4 | 12,1 | 11,6 | 8,6  | 4,5  | 0,3  | −2,8 | −3,4     | 3,1      | 11,4     | 4,5      | 3,9  |
| Precipitazioni (mm) | 53   | 46   | 48   | 62   | 87   | 106  | 100  | 97   | 70   | 54   | 57   | 55   | 154      | 197      | 303      | 181      | 835  |

## Sport
La squadra di calcio locale FV Illertissen gioca attualmente nella Regionalliga Bayern, mentre la SpVgg Au/Iller dalla frazione cittadina di Au si presenta nella lega di distretto A.